# ヴォルフガング・ショイブレ
ヴォルフガング・ショイブレ（ドイツ語: Wolfgang Schäuble、1942年9月18日 - 2023年12月26日）は、ドイツの政治家。ドイツ連邦共和国財務相（第2次-第3次メルケル内閣）。2017年から2021年までドイツ連邦議会議長を務めた。
ドイツ連邦共和国国務相兼首相府長官（第2次ヘルムート・コール内閣）、ドイツ連邦共和国内相（第3次コール内閣・第1次メルケル内閣）、ドイツキリスト教民主同盟（CDU）党首などを歴任した。

## 来歴

### 生い立ち
1942年9月18日、フライブルクに生まれる。1961年、アビトゥーアに合格。フライブルク大学とハンブルク大学で法学と経済学を学ぶ。1966年、第一次法曹試験に合格し大学を修了。1970年、第二次法曹試験に合格。翌年、法学博士号を取得する。同時にバーデン＝ヴュルテンベルク州の税務署で働くようになり、後にフライブルクの税務署の管理部門主任となる。1978年から1984年まではオッフェンブルクで弁護士として働いた。
弟トーマスも政治家で、バーデン＝ヴュルテンベルク州内相を務めた。ショイブレは経済学者の夫人との間に四子をもうける。娘の一人はCDUの連邦議会議員（CDUの同州事務局長）と結婚している。
1992年にエアランゲン・ニュルンベルク大学から、2005年11月に母校フライブルク大学から、2009年6月にテュービンゲン大学から、それぞれ名誉博士号を授与された。

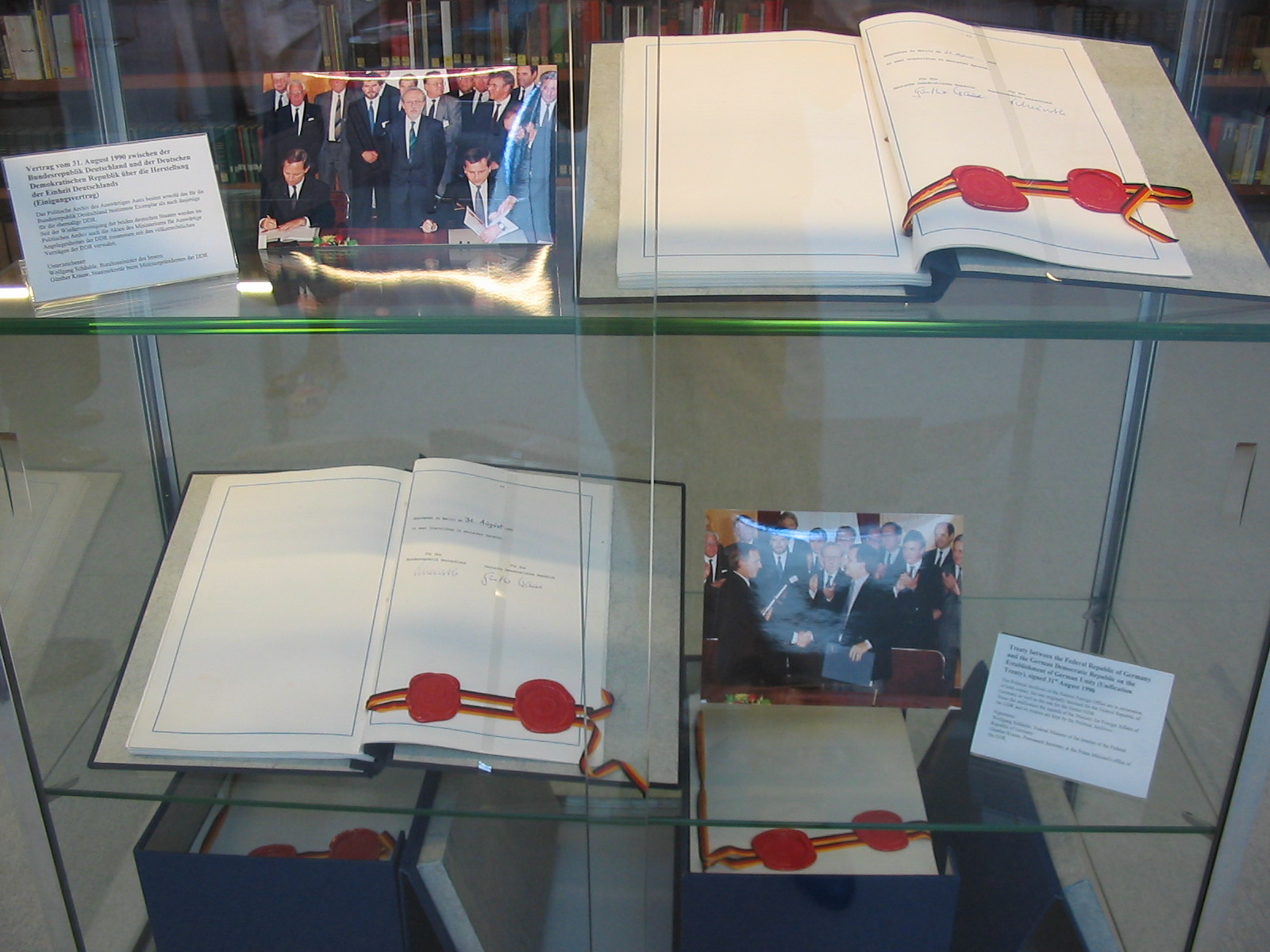
ドイツ外務省に保管されている、東西ドイツ統一条約文書。ページ左側にショイブレの署名がある

### 政界入り
政治活動に参加したきっかけは、1961年にドイツキリスト教民主同盟（CDU）の青年部（Junge Union）に参加したことである。在学中、ハンブルク大学のキリスト教民主主義学生連盟（RCDS）代表を務める。1965年にCDU党員となり、1969年から1972年まで南バーデンの青年部委員長を務める。
1972年、連邦議会に初当選。1976年から1984年まで党のスポーツ委員会委員長を務め、1981年から1984年までは連邦議会院内総務も務めた。

### コール内閣
1984年、第2次ヘルムート・コール内閣に国務大臣兼首相府長官として入閣。1987年、ドイツ民主共和国（東ドイツ）国家評議会議長エーリッヒ・ホーネッカーによる西ドイツ訪問の交渉責任者となった。内閣改造による第3次コール政権の成立に伴い、1989年4月から内相に転じる。1990年の東西ドイツ再統一条約交渉には西ドイツ側代表として参加し、同年8月31日に調印した。
ドイツ再統一直後に行われた連邦議会選挙戦の最中である1990年12月、精神病の男性に背後から銃撃を受け、脊髄に重傷を負う。命は取り留めたものの下半身麻痺となり、以後は車椅子生活を送っている。犯人の男性は責任能力無しとみなされ精神病院に収容されたが、後にこの事件を謝罪し、2004年には仮退院した。この選挙戦では野党ドイツ社会民主党（SPD）の首相候補オスカー・ラフォンテーヌも精神病の女性に刺され、瀕死の重傷を負っている。

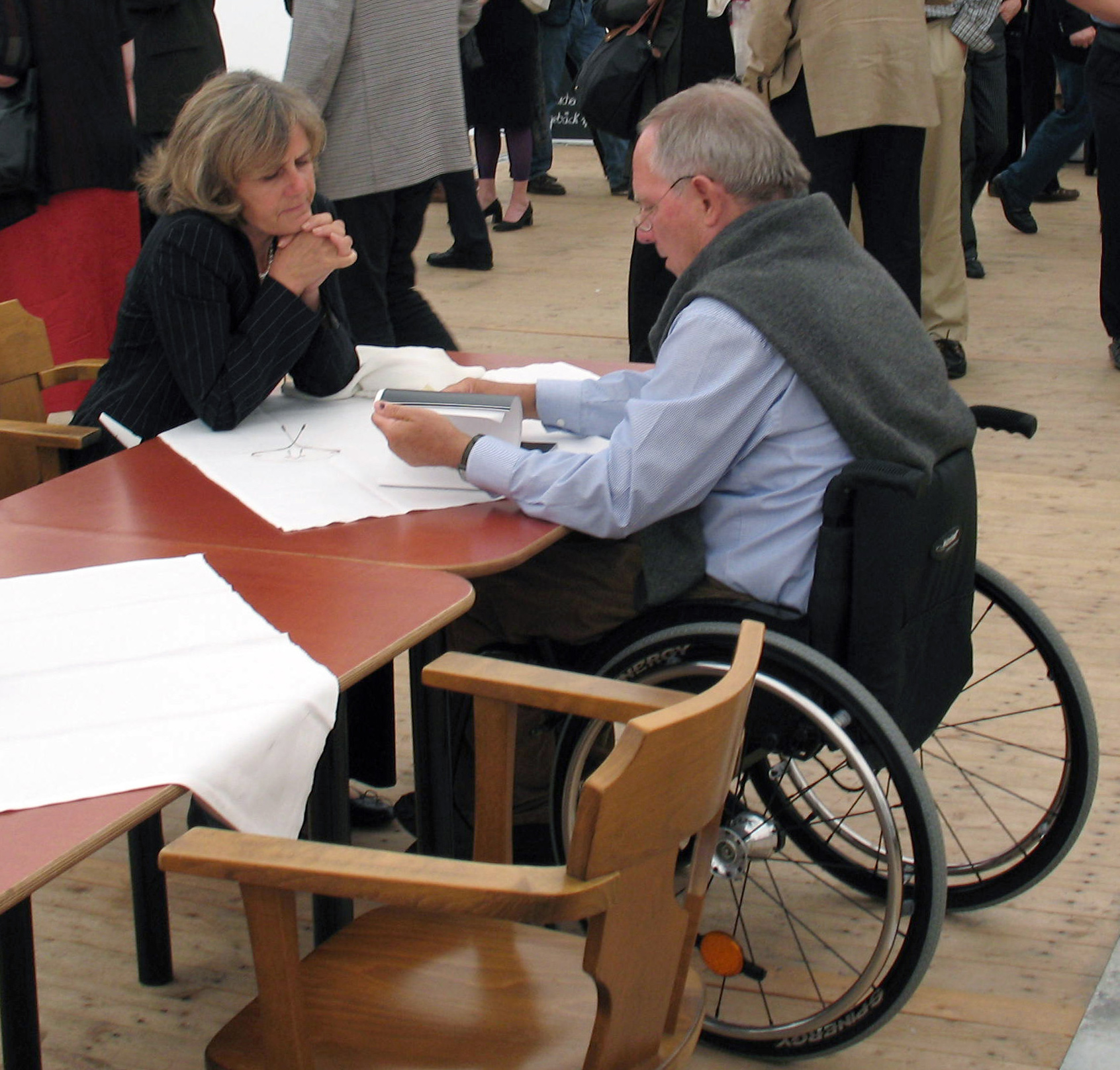
観劇するショイブレと夫人（2007年、ベルリン）

### CDU党首
1991年から2000年まで、CDU・CSU連邦議会議員団長を務める。ショイブレはコールの後継者と見なされたが、コールはなかなか党首の地位を明け渡そうとせず、1997年にショイブレを後継党首に指名したものの、少なくとも2002年までは党首に留まるつもりであると宣言した。しかし、首相・党首の座に執着したコールは1998年の連邦議会選挙で大敗してSPDによる政権交代を許し、辞任に追い込まれた。
コールの辞任直後にショイブレがCDU党首に就任するが、翌年になって、コール党首時代の1994年にショイブレが武器商人からCDU宛に10万ドイツマルクの不正献金を受けていた疑惑が発覚する。最初は沈黙していたが、2000年1月になってこれを認めて謝罪し、2月に党首を辞任した。後任党首には幹事長アンゲラ・メルケルが選出された。なお、汚職罪の追及は証拠不十分で捜査が停止された。
2001年、ベルリン市長エーベルハルト・ディープゲンのリコールに伴う選挙では、市長候補としてショイブレを推す声もあったが、スキャンダルの直後だけに地元議員に拒否された。2004年にも党重鎮として大統領選挙候補に取りざたされたが、クリーンなイメージに欠けるとの理由で早々に外された。

### メルケル内閣
2002年ドイツ連邦議会選挙後には党副幹事長に就任していたが、2005年11月のアンゲラ・メルケル政権成立に伴い、14年ぶりに再び内相として入閣する。この入閣にも批判する声があった。
2009年ドイツ連邦議会選挙後は連立組み替えにより財務相に転じ、2013年ドイツ連邦議会選挙後に発足した第3次メルケル内閣でも財務相に留任した。
2017年ドイツ連邦議会総選挙でもオッフェンブルク選挙区で48.1％の票を得て当選した。1972年から45年以上のドイツ連邦議会所属が確実となり、これはドイツ連邦議会史上最長である。10月24日にはCDU・CSUの指名により、ドイツ連邦議会議長に選出され、同時に財務相を退任。

### 死去
2023年12月26日の夜に自宅で死去。81歳没。

## 政策・主張

### 保守強硬派
ショイブレは、CDUの中でも保守派とみなされている。
- 1991年、統一ドイツの首都をボンからベルリンに戻すことが決められたが、その決定にはショイブレの国会演説が大きな役割を果たした。
- ヨーロッパ大陸の中央に位置する神聖ローマ帝国の歴史に照らして、愛国主義は健全な国民意識であり、ヨーロッパの理念と対立するものではないと肯定的に捉えている。
- エリート層に対しては、エリートとしての意識を持つことを主張している。
- 学校でのイスラム教の宗教教育には賛成しているが、宗教的シンボルとしてのスカーフ着用には「ヨーロッパの価値観にそぐわない」として反対している。
- SPDのゲアハルト・シュレーダー政権が進めた国籍法改正に反対し、同化主義を主張して二重国籍制度に反対するキャンペーンを繰り広げた。

メルケル政権の内相時代には強硬な姿勢が指摘された。
- 内相時代は対テロ戦争を想定して国内の治安維持にドイツ連邦軍が出動出来るよう憲法改正を主張した。
- テロ危険人物の収容施設設置や、国外でのテロリストに対する拷問により得られた情報の利用を提案し、野党のみならず大連立の相手であるSPDからも強い反対を受けた。
- オンライン捜査を認める憲法改正も主張する。
- ドイツ国内で開催された2006 FIFAワールドカップや第33回主要国首脳会議（ハイリゲンダム・サミット）の際は、治安維持や反グローバリゼーション活動家対策のため、EU内のドイツ国境での入国審査を一時的に復活させた。このような姿勢は旧東ドイツの「シュタージ」のような監視国家体制に繋がると非難された。
- 2017年1月にヴェルト・アム・ゾンターク（ドイツ語版、英語版）のインタビューを受けて、2015年からのドイツの難民受け入れ政策について「私たち政治家は人間であり、私たちは誤りを犯した。しかし、人というものは少なくとも誤りから学ぶことができる。」[3]と発言し、難民受け入れ政策が失敗であったとの認識を示した[4]。

### 財務相として
ユーロ圏ソブリン危機の渦中に財務省に就任したが、2011年11月29日のユーロ圏財務相会議（ブリュッセル）に先立ち、「例えばリスボン条約第14条などの限定的な条約により、欧州の機関が安定成長協定の責務を強化することが可能になるよう望む」と発言する。
同年12月6日、スタンダード&プアーズ（S&P）がユーロ圏15カ国の長期・短期ソブリン信用格付けを引き下げ方向で見直すと声明したことに対し、「全世界の市場は今ユーロ圏を全く信用していない」「S&Pの見直し声明は、欧州の首脳らに約束を果たすこと、つまり必要な決定を一つ一つ下し、世界の投資家の信頼を回復することを促す」と評し、「非常に誇張したもので公正でない」と批判したユーログループ議長のジャン＝クロード・ユンケルと対照的な態度を示した。その一方、欧州委員会が2011年11月23日に打開策として提案したユーロ共同債については「まず各国の財政規律の強化が確実になってから」と否定的な見解を示した。